# 哈佛创新实验室
哈佛创新实验室（“i-lab”）这一新生机构旨在推进哈佛大学的教授和学生以及波士顿地区的企业家和社区成员开展团队合作型的创新创业活动。 I-lab鼓励跨学科的创新创业，其吸引的学生来自哈佛商学院、哈佛本科学院、哈佛文理学院、哈佛设计研究生院、哈佛教育研究生院、哈佛肯尼迪学院、哈佛法学院、哈佛牙科学院、哈佛应用工程学院以及哈佛公共卫生学院。

## 行政管理
Gordon Jones在2011年出任I-lab的首位主任， Jodi Goldstein担任主管经理，Joe Lassiter教授担任首席教导。此外，i-lab有20名行政管理工作人员。

## 场地设施
I-lab总部位于美国马萨诸塞州奥斯敦市西部大道125号一楼，近3000平方米的场地划分为三大区域：（1）大厅区域有一个咖啡厅和休息区，对公众开放；（2）多功能讲演厅，供i-lab组织的教学演示活动；以及（3）灵活开放的工作区域，供在i-lab登记注册的创业团队使用。
I-lab设施的设计理念是为了推进团队合作型的创新创业活动。因此保留了很多公开公用空间，包括20多个供预订使用的小型会议室、一个储备充足的自助厨房和一个配备了跑步机等健身器械的工作室。

## 创业团队
现在常驻i-lab的创业团队代表：
- RallyPoint – 为军事社群提供专业网络服务
- Bounce Imaging – 《时代周刊》 2012年度最佳发明奖
- ExtensionEngine – 定制软件解决方案

曾常驻i-lab 的创业团队代表:
- Vaxess Technologies – 耐高温疫苗开发
- Philo – 大学校园电视直播

## 创业大赛
I-lab组织多项由哈佛在校生参加的创新创业比赛（“创业大赛”）。这些创业大赛与传统的商业计划比赛相似：参赛团队递交计划书并进行演示，然后由评委选出优胜项目；获奖团队将赢得现金奖励或实物奖励。I-lab往昔和现今举办的创业大赛包括：
- 校长创业大赛（页面存档备份，存于）通过要求学生面对和处理当今世界的重要事务来帮助学生开发针对复杂系统问题的解决方案并予以执行。这一赛事展现了哈佛大学旨在通过i-lab促进各学院的跨学科交流并推进整个大学的创新创业氛围。
- 院长文化创业大赛（页面存档备份，存于） 号召具有创新眼光的学生开发解决方案以拓展文化艺术在社会中的作用并以可持续方式支持文化艺术和艺术家。
- 院长生命科学创业大赛（页面存档备份，存于） 鼓励哈佛大学各学科的学生寻找能提供高质量低负担的医疗保健的创新方案。

## 相关新闻
- 哈佛创新实验室初印象 Harvard Magazine（页面存档备份，存于）, November 18, 2011
- 参观哈佛创新实验室 WGBH
- 疫苗接种系统赢得校长创新比赛大奖 Harvard Magazine（页面存档备份，存于）, June 6, 2012
- 激情扬帆——哈佛创新实验室的第一年 Boston Globe（页面存档备份，存于）, November 12, 2012
- 哈佛创新实验室托起整个波士顿地区 Boston.com（页面存档备份，存于）, November 24, 2012